# 石坂照子
石坂照子（日语：／ Ishizaka Teruko ?，1926年9月28日—2019年6月4日），舊姓松浦，日本女性科學家、醫學家、免疫學家，在歐美暱稱Terry，曾任美國加州理工學院副教授、約翰·霍普金斯大學教授等職。
石坂照子與她的丈夫石坂公成是免疫球蛋白E的發現者。在日本，為紀念石坂的重要發現，每年2月20日及其當週被定為「過敏紀念日」與「過敏紀念週」。石坂夫婦是最初的日本人盖尔德纳国际奖得主，長年被視為諾貝爾獎的熱門人選。

## 生平
石坂照子於1949年畢業於東京女子醫科大學，取得醫生（M.D.）資格。1955年取得東京大學博士學位。1951年至1957年間，在日本國立預防衛生研究所進行血清研究。1957年至1959年任職於美國加州理工學院與約翰·霍普金斯大學。1962年至1970年擔任小兒喘息研究所（丹佛）副教授。
1970年，石坂照子回到約翰·霍普金斯大學，陸續擔任微生物學、醫學和免疫學教授。她與丈夫石坂公成、學生輩岸本忠三（第14任大阪大學校長）曾在此共事。
退休後的石坂夫婦在山形縣養老。

## 貢獻
1966年2月20日，石坂照子與石坂公成發現免疫球蛋白E，使得世界過敏研究取得重大突破。
基於其對免疫學的畢生貢獻，石坂曾獲得1973年的盖尔德纳国际奖等多榮譽，並名列《美国科学名人录》。

## 榮譽
- 1972年 Passano Award
- 1973年 朝日獎[6]
- 1973年 盖尔德纳国际奖
- 1995年開始，日本過敏協會定每年2月20日及其當週為「過敏紀念日（日语：アレルギーの日）」與「過敏紀念週（日语：アレルギー週間）」，以紀念石坂夫婦發現免疫球蛋白E

## 外部連結
- Teruko Ishizaka | Gairdner （页面存档备份，存于）
- La Jolla Institute for Allergy & Immunology | Historyr （页面存档备份，存于）